# Campeones Cup
Der Campeones Cup ist ein internationaler Fußball-Supercup in Nordamerika, bei dem der Meister der Major League Soccer gegen den Meister der Liga MX antritt. Da in Mexiko üblicherweise eine halbjährliche Meisterschaft stattfindet, wird der mexikanische Teilnehmer über das Campeón de Campeones ermittelt. Wenn eine Mannschaft aus der Liga MX in einem Jahr sowohl Apertura als auch Clausura gewinnt, ist sie automatisch für den Campeones Cup qualifiziert (dies gelang zuletzt Club América im Jahr 2024). Der Wettbewerb wurde 2018 zum ersten Mal ausgetragen und findet meist im September statt. Rekordsieger sind die UANL Tigres aus Mexiko, die den Wettbewerb 2018 und 2023 gewinnen konnten.

## Bisherige Titelträger
- 2018: Tigres UANL
- 2019: Atlanta United
- 2020: abgesagt wegen der COVID-19-Pandemie[2]
- 2021: Columbus Crew
- 2022: New York City FC
- 2023: Tigres UANL
- 2024: Club América